# Miocora pellucida
Miocora pellucida – gatunek ważki z rodziny Polythoridae. Jest endemitem Peru, gdzie został stwierdzony w regionie Junín; brak stwierdzeń od 1920 roku.